# Oceanobdella pallida
Oceanobdella pallida är en ringmaskart som beskrevs av Burreson 1977. Oceanobdella pallida ingår i släktet Oceanobdella och familjen fiskiglar. Inga underarter finns listade i Catalogue of Life.